# Европейское общество исследователей западного эзотеризма
Европейское общество исследователей западного эзотеризма (англ. European Society for the Study of Western Esotericism, ESSWE) — международная научная организация, занимающая изучением западного эзотеризма с позиций академической науки, основанная в 2005 году.

## История
Общество было создано в 2005 году сотрудниками кафедры «Истории герметической философии и связанных с ней течений», работающей в университете Амстердама с 1999 года. Создание Европейского общества исследователей западного эзотеризма произошло вскоре после проведения первой международной конференции по изучению западного эзотеризма в 2004 году, организованной американской Ассоциацией исследователей эзотеризма, которая была основана в 2001 году. Говоря о процессе институционализации академического исследования эзотеризма, В. В. Жданов отмечает: «во многом благодаря активности нидерландских религиоведов изучение эзотерики в последние годы вышло на международную арену».

## Деятельность
Основной формой деятельности общества является издание рецензируемого научного журнала Aries и связанной с ним книжной серии, а также организация международных научных конференций, проводимых с периодичностью один раз в два года. Эти конференции чередуются с конференциями американской Ассоциации исследователей эзотеризма, также проходящими один раз в два года.
Помимо этого, Европейское общество исследователей западного эзотеризма размещает различную информацию, связанную с академическим изучением эзотеризма, на своем сайте в Интернете и дважды в год выпускает информационное письмо. Общество учреждает премии за заслуги в изучении эзотеризма, в частности, за особо выдающиеся диссертации в данной области. Кроме того, ESSWE поддерживает профессиональное сетевое сообщество исследователей эзотеризма — ContERN.

## Известные члены ESSWE
Ниже приводится список известных исследователей эзотеризма, входящих или ранее входивших в Европейское общество исследователей западного эзотеризма:
- Николас Гудрик-Кларк
- Биргит Менцель
- Марк Седжвик
- Антуан Февр
- Ваутер Ханеграфф